# Минарди
Минарди е отбор от Формула 1.
Основан е през 1979 година от Джанкарло Минарди. Дебютира във Формула 1 през 1985 година в състезание за Голямата награда на Бразилия. Минарди е малък тим. През 2005 година чества 20 години във Формула 1.
След финансов колапс, през 2001 година Минарди е закупен от Австралийския бизнесмен Пол Стодарт. Той веднага се заема да стабилизира финансово тима и успява да го задържи във Формула 1.
Джанкарло Минарди остава на почетна мениджърска длъжност.
През ноември 2005 година тимът е закупен от австрийската компания за тонизиращи напитки – Ред Бул и пилота от Формула 1 и директор на БМВ Моторспорт – Герхард Бергер
като втори тим на компанията във Формула 1.
На 30 януари 2006 година, Джанкарло Минарди си връща правата върху името и започва да се състезава с тима в сериите „Euro Formula 3000“.